# Dysmachus americanus
Dysmachus americanus är en tvåvingeart som först beskrevs av Macquart 1846.  Dysmachus americanus ingår i släktet Dysmachus och familjen rovflugor. Inga underarter finns listade i Catalogue of Life.